# Melaleuca pancheri
Melaleuca pancheri är en myrtenväxtart som först beskrevs av Adolphe-Théodore Brongniart och Jean Antoine Arthur Gris, och fick sitt nu gällande namn av Lyndley Alan Craven och J.W.Dawson. Melaleuca pancheri ingår i släktet Melaleuca och familjen myrtenväxter. Inga underarter finns listade i Catalogue of Life.